# Försvarets civilförvaltning
Försvarets civilförvaltning (FCF) var ett försvarsmaktsgemensam förvaltning inom Försvarsmakten som verkade i olika former åren 1944–1994. Ledningen var förlagd i Karlstads garnison i Karlstad.

## Historik
Försvarets civilförvaltning bildades 1944 och övertog då uppgifter från Arméförvaltningens civila departement och från motsvarande enheter inom marin- och flygförvaltningarna. Försvarets civilförvaltning hade till uppgift att stödja myndigheter inom Försvarsdepartementets verksamhetsområde när det gällde personaladministration inklusive värnpliktsförmåner, ekonomisk redovisning och vissa juridiska angelägenheter. Myndigheten hade också tillsyn över redovisning och medelshantering samt företrädde staten vid domstolsförhandlingar. Myndighetens avveckling utreddes av en kommitté på förslag av Anders Björck. I kommittédirektivet (1993:17) föreslogs att FCF:s verksamhet skulle fördelas på Värnpliktsverket (värnpliktsrelaterade frågor), Försvarets materielverk (patentfrågor) och Kammarkollegiet (trafikskadereglering).

## Förläggningar och övningsplatser
När Försvarets civilförvaltning bildades förlades förvaltningen till Stockholms garnison. År 1978 omlokaliserades förvaltningen till fastighetskomplexet Karolinen i Karlstad. Bakgrunden till omlokaliseringen låg i att minska antalet försvarsanknutna myndigheter, ämbetsverk och institutioner inom Stockholmsområdet, med syfte att frigöra och minska behovet av fastigheter inom Stockholmsområdet.

## Generaldirektörer och chefer
- 1944–1949: Thorsten Wijnbladh
- 1949–1968: Ragnar Lundberg
- 1968–1982: Nils Simonsson
- 1982–1989: Alf Resare
- 1990–1994: Jan Tånneryd

## Namn, beteckning och förläggningsort
| Försvarets civilförvaltning | 1944-??-?? | – | 1994-06-30 |

| FCF | 1944-??-?? | – | 1994-06-30 |

| Stockholms garnison | 1944-??-?? | – | 1978-??-?? |
| Karlstads garnison  | 1978-??-?? | – | 1994-06-30 |